# Descente en eaux troubles
Pour plus de détails, voir Fiche technique et Distribution.
Descentes en eaux troubles (Eyewitness ou River Raft Nightmare) est un téléfilm américain de Fred Olen Ray avec Brigid Brannagh et Ivan Sergei, diffusé en 2015 sur Starz et en France le 19 août 2016 sur M6.

## Distribution
- Brigid Brannagh (VF : Vanina Pradier) : Sharon
- Ivan Sergei (VF : Adrien Antoine) : Frank
- Tim Abell (VF : Marc Bretonnière) : Cole
- Leah Bateman (VF : Marie Tirmont) : Cassie
- Daniel Booko : Jimmy
- Perry King (VF : Hervé Jolly) : Sheriff Lee Decker
- Nancy Jo Baker (VF : Cathy Cerda) : Geri
- Scott Thomas Reynolds (VF : Alexandre Gillet) : Ed
- Ted Monte (VF : Mathieu Buscatto) : Chris

Voix additionnelles
- Hervé Caradec
- Patrice Dozier
- Nadine Girard
- Félicien Juttner
- Ludivine Maffren
- Jérémy Prévost
- Alice Taurand
- Geoffrey Vigier

- Version française
  - Société de doublage : Nice Fellow
  - Direction artistique : Christine Bellier
  - Adaptation des dialogues : Matthias Delobel

Source VF : carton de doublage français télévisuel, Youtube et RS Doublage.